# Explosions (альбом Three Days Grace)
EXPLOSIONS (англ. Вибухи) — сьомий студійний альбом канадського рок-гурту Three Days Grace, який вийшов 5 травня 2022 року. Третій альбом для Метта Уолста як вокаліста.

## Сингли
Гурт випустив три промо-сингли для підтримки альбому. «So Called Life» вийшов 30 листопада 2021 року і супроводжувався музичним відео. Другий сингл — «Neurotic» (за участю виконавця Lukas Rossi) вийшов на світовий ринок 18 лютого 2022 року. Останній сингл «Lifetime» вийшов 11 квітня 2022 року і як перший сингл такеож супроводжувався музикальним відео.

## Список пісень
| #     | Назва                                                   | Тривалість |
| ----- | ------------------------------------------------------- | ---------- |
| 1.    | «So Called Life»                                        | 3:27       |
| 2.    | «I Am The Weapon»                                       | 2:56       |
| 3.    | «Neurotic»                                              | 3:18       |
| 4.    | «Lifetime»                                              | 2:57       |
| 5.    | «A Scar Is Born»                                        | 3:34       |
| 6.    | «Souvenirs»                                             | 3:11       |
| 7.    | «No Tomorrow» (за участю виконавця Lukas Rossi)         | 2:53       |
| 8.    | «Redemption»                                            | 3:11       |
| 9.    | «Champion»                                              | 3:02       |
| 10.   | «Chain of Abuse»                                        | 3:06       |
| 11.   | «Someone To Talk To» (за участю виконавця Apocalyptica) | 2:54       |
| 12.   | «Explosions»                                            | 3:28       |
| 37:57 |                                                         |            |

## Учасники запису
Three Days Grace
- Метт Уолст — провідний вокал, ритм-гітара;
- Бред Уолст — бас-гітара, бек-вокал;
- Баррі Сток — соло-гітара, бек-вокал;
- Нейл Сандерсон — ударні, клавішні, бек-вокал

## Тур «Explosions»
У підтримку альбому «Explosions» гурт проведе турне по Північній Америці та Європі. Турне заплановане на 2022 рік з травня по листопад місяць. Турне не буде проходити в Україні в зв'язку з повномасштабним вторгненням рф.

## Чарти
| Чарт (2022)                                  | Найвища позиція |
| -------------------------------------------- | --------------- |
| Австрія Austrian Albums (Ö3 Austria)         | 37              |
| Канада Canadian Albums (Billboard)           | 30              |
| Німеччина German Albums (Offizielle Top 100) | 28              |
| Шотландія Scottish Albums (OCC)              | 92              |
| Швейцарія Swiss Albums (Schweizer Hitparade) | 53              |
| UK Album Sales (OCC)                         | 42              |
| Велика Британія UK Digital Albums (OCC)      | 43              |
| UK Physical Albums (OCC)                     | 47              |
| Велика Британія UK Rock & Metal Albums (OCC) | 8               |
| США Billboard 200                            | 102             |
| США Top Alternative Albums (Billboard)       | 9               |
| США Top Rock Albums (Billboard)              | 13              |
| US Top Hard Rock Albums (Billboard)          | 4               |